# Cinara confinis
Cinara confinis är en insektsart som först beskrevs av Koch 1856. Enligt Catalogue of Life ingår Cinara confinis i släktet Cinara och familjen långrörsbladlöss, men enligt Dyntaxa är tillhörigheten istället släktet Cinara och familjen barkbladlöss. Arten är reproducerande i Sverige. Inga underarter finns listade i Catalogue of Life.